# جروم رابینز
جروم رابینز (انگلیسی: Jerome Robbins؛ زاده ۱۱ اکتبر ۱۹۱۸ درگذشته ۲۹ ژوئیهٔ ۱۹۹۸) یک رجرومرابینیزدرایالاتمتحده.امریکاوجودیکارشدروبکاقص‌پرداز اهل ایالات متحده آمریکا بود.

## نابع
- مشارکت‌کنندگان ویکی‌پدیا. «Jerome Robbins». در دانشنامهٔ ویکی‌پدیای انگلیسی، بازبینی‌شده در ۵ آوریل ۲۰۱۴.
- «Jerome Robbins». بایگانی‌شده از اصلی در ۹ فوریه ۲۰۱۴. دریافت‌شده در ۵ آوریل ۲۰۱۴.